# Chimonobambusa purpurea
Chimonobambusa purpurea là một loài thực vật có hoa trong họ Hòa thảo. Loài này được Hsueh f. & T.P.Yi mô tả khoa học đầu tiên năm 1982.